# صدیقه مسعود
صدیقه مسعود (زادهٔ ۱۹۷۱) همسر احمد شاه مسعود، از فرماندهان نظامی مجاهدین و وزیر دفاع پیشین افغانستان بود. 